# Ziekte van Ebstein
De ziekte van Ebstein is een aangeboren hartziekte, waarbij de tricuspidalisklep lager gelegen is dan normaal en deels vergroeid is met het kamertussenschot. De rechterventrikel is kleiner doordat de hartklep lager aangelegd is. Het gevolg hiervan is dat minder bloed naar de longcirculatie gepompt kan worden.
In 90% van de gevallen gaat deze aandoening ook samen met een open foramen ovale (ASD).
De ziekte is zeer zeldzaam, ongeveer 1 à 2 gevallen op 100.000 geboortes. Het is geassocieerd met het syndroom van Wolff-Parkinson-White

## Geschiedenis
De ziekte van Ebstein is genoemd naar Wilhelm Ebstein, die de hartafwijking in 1866 voor het eerst beschreef.

## Symptomen
- cyanose
- afgenomen eetlust
- supraventriculaire tachycardie - ritmestoornis vanuit de hartboezems of de AV-knoop.
- extrasystole
- verminderde inspanningstolerantie meestal ten gevolge van een tricuspidalisklepinsufficiëntie
- mogelijk ook asymptomatisch

De ernst van de klachten en de symptomen hangt enerzijds af van de mate van verplaatsing van de klep en anderzijds van de pompfunctie van het rechterventrikel.

## Behandeling
Neonaat: meestal worden de pasgeborenen kinderen medicamenteus behandeld om een operatie te voorkomen of uit te stellen. Er zijn operaties mogelijk om de afwijkende anatomie te compenseren, maar deze worden liever bij oudere kinderen uitgevoerd.
Ouder kind: Behandeling op oudere kinderleeftijd bestaat uit medicamenteuze behandeling van de aanwezige symptomen. Bij onvoldoende effect kan operatief de klepdisfunctie gerepareerd worden en een mogelijk atriumseptumdefect gesloten worden.
In eerste instantie kan een medicamenteuze behandeling een operatie vaak uitstellen. De operatie zelf is zeer gecompliceerd en de uitkomst niet altijd succesvol. Het risico van de operatie is desalniettemin relatief laag.
Het is vooral vanaf de tweede helft van de jaren 70 (1975) dat er afdoende chirurgische therapieën door Gordon K Danielson en zijn collega’s werden ontwikkeld. Nadien volgde nog nieuwe, verfijnde technieken zoals de cone procedure van Jose Pedro da Silva.